# Ermita de la Santa Cruz (Antigua Guatemala)
La Ermita de la Santa Cruz, es una ermita barroca en ruinas ubicada en la ciudad de Antigua Guatemala, Sacatepéquez, Guatemala.
Considerada una de las joyas arquitectónicas de la otrora Santiago de los Caballeros de Guatemala (hoy Antigua Guatemala) fue construida en la primera mitad del siglo XVIII, en un antiguo barrio de indígenas, al lado oriental del río Pensativo.
La ermita con diseños de estuco con densidad barroca es considerada como una de las más hermosas de la ciudad colonial.

## Historia
El origen de la ermita de la Santa Cruz se remonta al año 1664, cuando varios religiosos dominicos solicitaron autorización para construir un nuevo templo conventual en el barrio de la Santa Cruz, en la Antigua Guatemala.
La primera pequeña iglesia habría tenido el acostumbrado techo de paja. Un contrato para terminar la obra de la ermita, fecha- do el 4 de febrero de 1662. se hizo con el carpintero Blas Marín, indio ladino. 
Es posible que esto se refiriera al techo de la primitiva ermita que contaba con armazón de madera y teja, muy común en las iglesias coloniales de finales del siglo XVI y mediados del siglo XVII. 
Se estrenó la nueva iglesia el 13 de octubre de 1731. Unos días más tarde se solicitó al Cabildo permiso para construir una fuente que se terminó el año 1732. Y nuevamente, el 11 de enero de 1746, el Cabildo asignó fondos para finalizar la obra de La Santa Cruz. Es difícil determinar con certeza cuál parte de la edificación original se conservó en la reconstrucción de 1728-31.
En la fachada de la ermita se puede observar un crucifijo de estuco cuyos alrededores son adornados con las imágenes de la Virgen María, de María Magdalena y de varios santos, además tiene una ventana hornacina, tímpanos rehundidos, huecos octogonales y cornisas discontinuas.

## Descripción arquitectónica

### Fachada
Considerada una de las mejores de Antigua Guatemala, la fachada de la ermita es una joya barroca de la escuela guatemalteca (Barroco Antigüeño). 
La fachada con orientación hacia una plaza o atrio al oeste, está alzada sobre una plataforma de poca altura. La acostumbrada cruz de piedra estaba situada en el centro de la plaza que se extiende hasta el río.
Vista desde la orilla del río, la fachada presenta la misma composición común a muchas otras iglesias de la ciudad, con dos cuerpos de columnas pareadas, haciendo marcos para las hornacinas, una ventana grande al coro y un remate que la corona. El efecto es esencialmente barroco pero con ciertos refinamientos en los frontones superiores y en los nichos que muestran un verdadero efecto teatral. Los distintos elementos de la composición se definen claramente, a pesar de la variedad y carácter de la decoración que hacen de esta fachada el mejor ejemplar del ataurique de Santiago. Su único rival es la fachada de La Merced, aunque existen otros ejemplos de composiciones en estucos en otros templos de la ciudad como en la Compañía de Jesús y la iglesia de Belén. 
El impacto de esta fachada aumenta conforme se acerca a ella. Y el observador cuidadoso se halla casi abrumado por la riqueza del diseño. Decorada al más puro estilo antigüeño, la fachada es una verdadera joya del barroco guatemalteco de los siglos XVII y XVIII que hace imaginar la grandeza y majestuosidad que tuvo antes de los terremotos de 1773. 
En el primer entablamento se desarrolla un friso convexo, ricamente decorado con nueve putti modelados en estuco y separados a intervalos sucesivos; así también como decoraciones vegetales a lo largo de todo el friso, estos elementos revelan la identidad de una escuela barroca propia de la región que repite el mismo esquema en otras edificaciones de la urbe.
Las columnas que a lo lejos parecen sencillas al tenerlas de cerca muestran detalles sorprendes que hacen darle un mejor detalle, se componen de un grupo de pilastrillas estriadas. Niños atlantes sostienen los remates de las columnas y ala vez adornan el friso. Están entremezclados pájaros, animales y formas humanas con diseños naturales y geométricos para cubrir todas las superficies. El ropaje de las imágenes en los nichos es un ejemplar excelente de la habilidad delos artistas que trabajaron en este templo. La hornacina por debajo del frontón que la corona, contiene un grupo magnífico de la crucifixión.
El pequeño campanario, a la derecha de la fachada, no es de la misma escala que el resto de la iglesia, posiblemente a causa de una intervención anterior, pero afortunadamente apenas se nota esto. No hay medio de acceso a este campanario, y si hubiera habido campanas en él habrían sido las más pequeñas de la ciudad (nótese el tamaño de la campanas existentes en otros templos de la urbe).